# Stilobezzia lutacea
Stilobezzia lutacea är en tvåvingeart som beskrevs av Edwards 1926. Stilobezzia lutacea ingår i släktet Stilobezzia och familjen svidknott. Inga underarter finns listade i Catalogue of Life.